# Enicospilus verticinus
Enicospilus verticinus är en stekelart som först beskrevs av Per Abraham Roman 1913.  Enicospilus verticinus ingår i släktet Enicospilus och familjen brokparasitsteklar. Inga underarter finns listade i Catalogue of Life.